# While My Guitar Gently Weeps
A While My Guitar Gently Weeps című dalt George Harrison írta még a Beatles tagjaként, és a The Beatles (vagy White Album) elnevezésű dupla albumon jelent meg.
A dal elérte a 135. helyet a Rolling Stone magazin által összeállított Minden idők 500 legjobb dalának listáján és a 7. helyet a 100 legjobb gitáros dal listán.

## Dalszerzés és megjelentetés
George Harrison a dal megírásához az inspirációt az I Ching című könyvből nyerte, amely, elmondása szerint, „számomra úgy tűnik, hogy keleti koncepción alapszik, vagyis minden relatív mindenhez képest… szemben a nyugattal, amelyben a dolgok időben egybeesnek.” Ezt az ideát alkalmazva, szülei észak-angliai házában Harrison megírta ezt a dalt, amelynek első szavait egy vaktában fellapozott könyvből szedte. Ez a két szó a „gently weeps” volt.
A kezdeti inkarnáció nem volt végleges. Ahogy Harrison mondta: „A dal néhány szava megváltozott, mielőtt felvettük volna.” A demót George házában vették fel, Esherben, és tartalmazott egy ma már kihagyott versszakot:
I look at the trouble and see that it's raging,

While my guitar gently weeps.

As I'm sitting here, doing nothing but aging,

Still my guitar gently weeps.
Egy korai akusztikus verzió megjelent az Anthology 3-on, és szintén tartalmazott egy később kihagyott versszakot:
I look from the wings at the play you are staging,

While my guitar gently weeps.

As I'm sitting here, doing nothing but aging,

Still my guitar gently weeps.
A kompozíció kezdetben nemtetszésre talált a többi Beatle között. Habár az együttes többször felvette a dalt, először akusztikus, majd elektromos verzióban is. De úgy tűnt, egyik sem működik. Ekkor Harrison úgy döntött meghívja jó barátját, Eric Claptont a felvételre. Claptont, kétségei ellenére Harrison rábeszélte a csatlakozásra. Habár ez kisebb viszályt szított a tagok között, lehetőséget adott Harrison-nak arra, hogy szólógitár helyett a ritmusra és az éneklésre figyeljen.

## Alternatív verzió
1992. július 14-én George Harrison és Eric Clapton előadta a dalt egy koncerten Japánban. Ez a verzió háttérénekeseket is alkalmazott.
Egy akusztikus verzió található az 1996-ban kiadott Anthology 3-on, majd a 2006-os Love című lemezen. Ez a demó verzió tartalmazza azt a versszakot, amely végül a White Albumos verzióról le lett hagyva.

## Előadók
- - George Harrison - ének, háttérének, akusztikus gitár, Hammond-orgona
  - Paul McCartney - háttérének, zongora, orgona, hathúros basszusgitár
  - John Lennon - szólógitár
  - Ringo Starr - dobok, tamburin
  - Eric Clapton - szólógitár

## Előadások
George Harrison eredetileg egy akusztikus gitárral és orgonával vette fel a dalt; a demo verzió, ami rövidebb az eredetinél, az Anthology 3-on található, majd a későbbi Love-on. Eric Clapton, aki George Harrison jó barátja volt, játszott szólógitáron, egy Gibson Les Paulon. A Koncert Bangladesért (Concert for Bangladesh) nevezetű jótékonysági koncerten egy Gibson Byrdland gitárral játszotta el, habár később elismerte, hogy a solid-body gitár a legmegfelelőbb ehhez a számhoz.
2002. november 29-én Paul McCartney, Ringo Starr, Dhani Harrison, Jeff Lynne és Eric Clapton adta elő a While My Guitar Gently Weeps című dalt, a Harrison emlékére készült Koncert George-ért (Concert for George) elnevezésű koncerten, amelyet a nagy művész egy évvel ezelőtti halálának emlékére rendeztek.
2004-ben George Harrisont posztumusz beiktatták a Rock and Roll Hall of Fame-be, mint önálló előadót. Egyik leghíresebb számát, a While My Guitar Gently Weeps-et pedig számos előadó feldolgozta.

## Átdolgozások
A dalt több előadó és együttes is feldolgozta.
- Jake Shimabukuro: aki az elektromos gitárt ukulelére (hawaii gitárra) cserélte, és a Gently Weeps című albumán jelentette meg.
- Vinnie Moore: a Time Odyssey című albumán jelent meg, instrumentális formában, a hang dallamát saját gitárjával játszva
- Peter Frampton: Now című albumán
- Russ Freeman: az (I Got No Kick Against) Modern Jazz című albumán
- The Jeff Healey Band: Hell To Pay című albumon, amelyen George Harrison mint háttérénekes jelenik meg
- Kenny Lattimore: From the Soul of Man című albumán jelent meg
- Phish: több koncerten is, először a Glen Falls Civic Center koncerten 1994. október 31-én New Yorkban. Ott a teljes White Albumot eljátszották. Az itt előadott dalok a Live Phish Volume 8, és Live Phish Volume 13-on jelentek meg. Legutóbb 2009. augusztus 14-én játszották.
- Kenny Rankin: megjelentette a Family és a The Kenny Rankin Album-on is.
- The Rippingtons: Brave New World című albumukon
- The Punkles: punk számmá alakították, és a Pistol című albumukon jelentették meg.
- Spineshank: Strictly Diesel című albumukon.
- Joe Louis Walker: a Blues White Album-on
- Floyd Pepper a The Muppets-ből, a The Muppet Show Music Album-on; ez egy lassabb, ballada szerűbb verzió.
- Prince: élőben
- Les Fradkin: egy nagyon atmoszférikus és rosszkedvű instrumentális értelmezésben 2005-ös While My Guitar Only Plays című albumán
- Toto: Through The Looking Glass és Live in Amsterdam című lemezeiken
- Powderfinger: élőben
- Eric Roche: Spin című albumán
- Yellow Matter Custard: élőben
- Damon and Naomi: The Earth Is Blue című albumon
- Mägo de Oz: élőben
- Rick Wakeman: Tribute című albumán, amely Beatles átdolgozásokat tartalmaz
- Built to Spill: többször élőben
- Todd Rundgren: a Liars című DVD-n, élőben a Liars Tour-on és a Songs from the Material World című albumán.
- The White Stripes: élőben
- M.O.P
- Ghostface Killah: Black Cream című dal alapja
- Wu-Tang Clan: a gitáron Dhani Harrison, George Harrison fia játszik
- Martin Luther McCoy: a 2007-ben készült Csak szerelem kell című filmben
- Doyle Dykes: a 2004-ben megjelent Chameleon című albumán
- Guns N’ Roses: a Chinese Democracy 2006 World Tour-on
- American Idol című sorozat hetedik évadjában
- DJ Danger Mouse mixelésében, együttműködve Jay-Z-vel a The Black Album-on jelentették meg
- Marc Ribot: Rootless Cosmopolitans című albumán jelent meg instrumentálisan
- Lemon Demon: átdolgozta While My Keytar Gently Weeps-re
- Chris Cheney: élőben (a The White Album Concert részeként 2009-ben)
- Nan Vernon: kanadai énekes-dalszövegíró 1994-ben dolgozta fel szólóalbumán, a Manta Ray-en.
- Santana feat India.Arie: While My Guitar Gently Weeps
- BoooM: While My Guitar Gently Weeps   élőben

## Fordítás
Ez a szócikk részben vagy egészben  a   While My Guitar Gently Weeps című angol Wikipédia-szócikk fordításán alapul.  Az eredeti cikk szerkesztőit annak laptörténete sorolja fel. Ez a jelzés csupán a megfogalmazás eredetét és a szerzői jogokat jelzi, nem szolgál a cikkben szereplő információk forrásmegjelöléseként.